# الجليب (مسلسل)
الجليب مسلسل تراثي من إنتاج مؤسسة الفهد للإنتاج الفني عرض في رمضان 2011 من بطولة حياة الفهد ويشاركها البطولة علي السبع وباسمة حمادة وهيا الشعيبي وخالد البريكي وصلاح الملا وهند البلوشي وبدر الشرقاوي وعصرية الزامل ومجموعة من الفنانين 
ومن تاليف حياة الفهد ومن إخراج سائد الهواري وتدور احداث المسلسل في اطار علاقات أسريه مبنيه على الحب والاستقرار والوئام والاحترام بين الأخوه لكن الغدر الذي يخور في النفوس يهدم تلك العلاقات ويفترسها فتؤثر سلبا على حياة العائلة وتظهر العديد من المشاكل مثل الزواج والطلاق والإرث بين الاخوة.

## فريق الممثلين
| الممثلين          |
| ----------------- |
| حياة الفهد        |
| باسمة حمادة       |
| هيا الشعيبي       |
| محمد المنيع       |
| علي السبع         |
| منصور المنصور     |
| خالد البريكي      |
| شعبان عباس        |
| عصرية الزامل      |
| أمل عبد الكريم    |
| أمل عباس          |
| أحمد الصالح       |
| هند البلوشي       |
| صلاح الملا        |
| أحمد مساعد        |
| عبد الله الباروني |
| علي البريكي       |
| غرور              |
| بدر الشرقاوي      |
| جواهر             |
| فاطمة العبد الله  |
| محمد الرمضان      |
| أمل العنبري       |
| ناصر عباس         |